# 익산 제석사지
익산 제석사지(益山 帝釋寺址)는 대한민국 전북특별자치도 익산시 왕궁면에 있는 백제 무왕이 수도를 왕궁평으로 옮기려고 지은 궁궐 근처에 불교의 수호신인 제석천을 중심 불상으로 모신 절이 있던 자리이다. 1998년 5월 12일 대한민국의 사적 제405호로 지정되었다.
제석사는 백제왕실의 번창과 안녕을 위해 지어진 왕실사찰이다. 동서길이가 약 100m, 남북길이가 약 170m 정도의 상당히 규모가 큰 가람이다. 1탑 1금당의 가람 배치 구조를 가지고 있는 절 중에서는 국내 최대규모이다.
7세기 중국에서 불경을 기록한 문헌인 관세음응험기의 기록에 따르면, 정관 13년(무왕 40년, 639년) 11월에 뇌우에 의해 화재가 나 제석정사의 불당(佛堂), 칠급부도(七級浮圖: 칠층탑) 및 낭방(廊房: 회랑과 승방)이 모두 소실되었으나, 주춧돌의 수정병과 금강반야경이 불타지 않고 남았다라는 기록이 있다.
화재소실후 중창되었다.

## 제석사지폐기유적
제석사지폐기유적은 익산시 왕궁면 왕궁리 30-9번지이다. 2002년 5월 30일 익산시의 향토유적 제2호로 지정되었다가, 2013년 12월 24일 '익산 제석사지'에 편입되었다.

## 참고 자료
- 익산 제석사지 - 국가유산청 국가유산포털